# Atelopus nahumae
Atelopus nahumae é uma espécie de sapo da família Bufonidae. Ele é endêmico na Colômbia. Seu habitat natural são as florestas úmidas de montanhas, em áreas tropicais e subtropicais, e rios. Está ameaçado pela perda do seu habitat.